# Soldiers of Odin
Soldiers of Odin (SoO) är ett internationellt nätverk och medborgargarde som grundades i Kemi i oktober 2015 av den finske nynazisten Mika Ranta. Organisationen säger att man är nattvandrare som vill skydda kvinnor och barn från våldtäkter och rån och göra städerna trygga för alla. SoO förnekar anknytningar till nazism. Mikael Johansson, som var den förste svenske ledaren, hade ett förflutet inom högerextrema Nationaldemokraterna. Organisationen har flera gånger deltagit på Folkets Demonstration tillsammans med bland andra Nordisk Ungdom.
SoO organiserar grupper på flera orter i framförallt södra och mellersta Sverige och det finns drygt 20 grupper i landet. I Skåne har man mer eller mindre etablerade grupper i Helsingborg, Malmö, Trelleborg, Kristianstad och Hässleholm. I Trelleborg genomfördes i början av april 2016 några av de första patrullerna i landet. Dessutom har gruppen medverkat i protesterna mot ett hem för ensamkommande barn i Skivarp. Medlemmar ur SoO har även patrullerat i bland annat Stockholm och Göteborg.
Soldiers of Odin lades ned i Borås, Norrköping och Dalarna i april 2016 på grund av påtryckningar och bråk med Bandidos.
Mikael Johansson lämnade organisationen tillsammans med den säkerhetsansvarige, Daniel Eriksson, i juli 2017 efter interna konflikter.
I Finland finns i dag officiellt grupper på 27 orter. Alla leds av Soldiers of Odin i Kemi.
Soldiers of Odin har ingenting med asatron eller fornnordisk mytologin att göra annat än namnet.

## Registrerad protestaktion

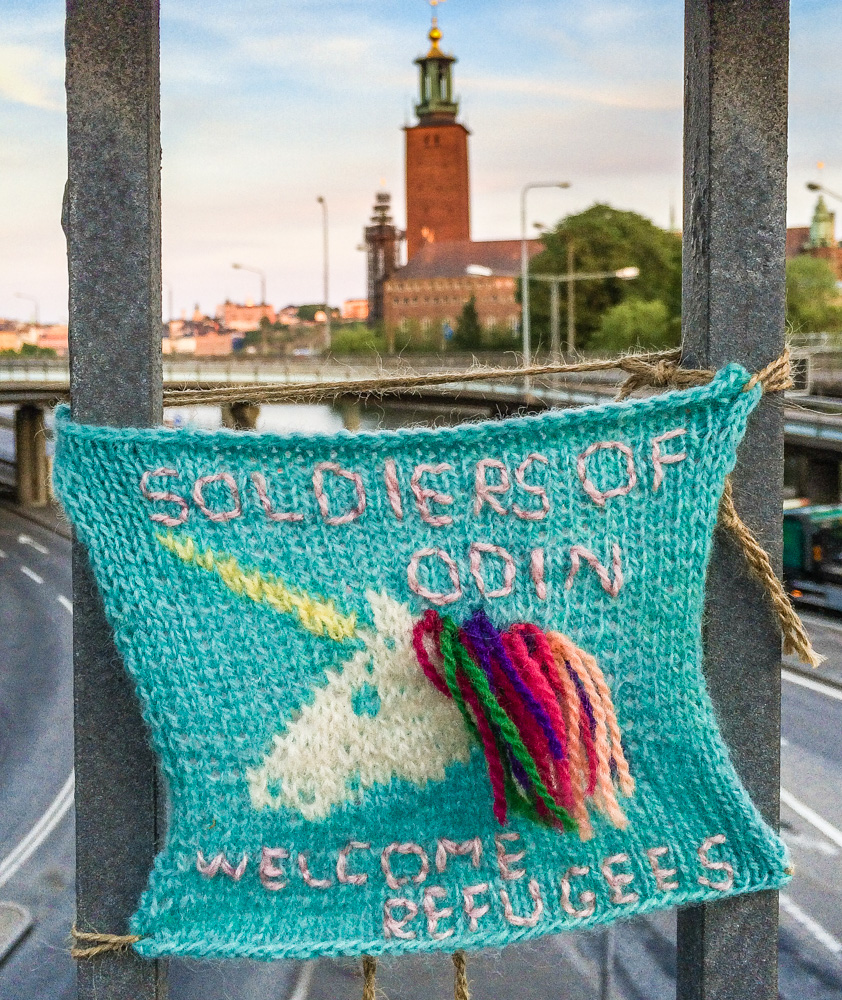
Soldiers of Odin-grytlapp fastspänt på en bro i Stockholm 2016 som en protest mot rörelsen.

Varumärket Soldiers of Odin registrerades 2016 av vänsterpolitikern Riikka Yrttiaho som en protest mot rörelsen och i syfte att använda namnet för att tillverka produkter med ”mycket glitter, katter och regnbågar”.

### Webbkällor
- ”Gatupatruller nu i fler länder”. Svenska Dagbladet. 5 mars 2016. http://www.svd.se/gatupatruller-nu-i-fler-lander. Läst 6 april 2016.
- ”Högerextremister "patrullerar" gator”. Svenska Dagbladet. 21 mars 2016. http://www.svd.se/hogerextrema-patrullerar-gator. Läst 6 april 2016.
- Sydsvenskan 17 april 2016/ ”Här letar Soldiers of Odin nya krigare”.